# Kulning

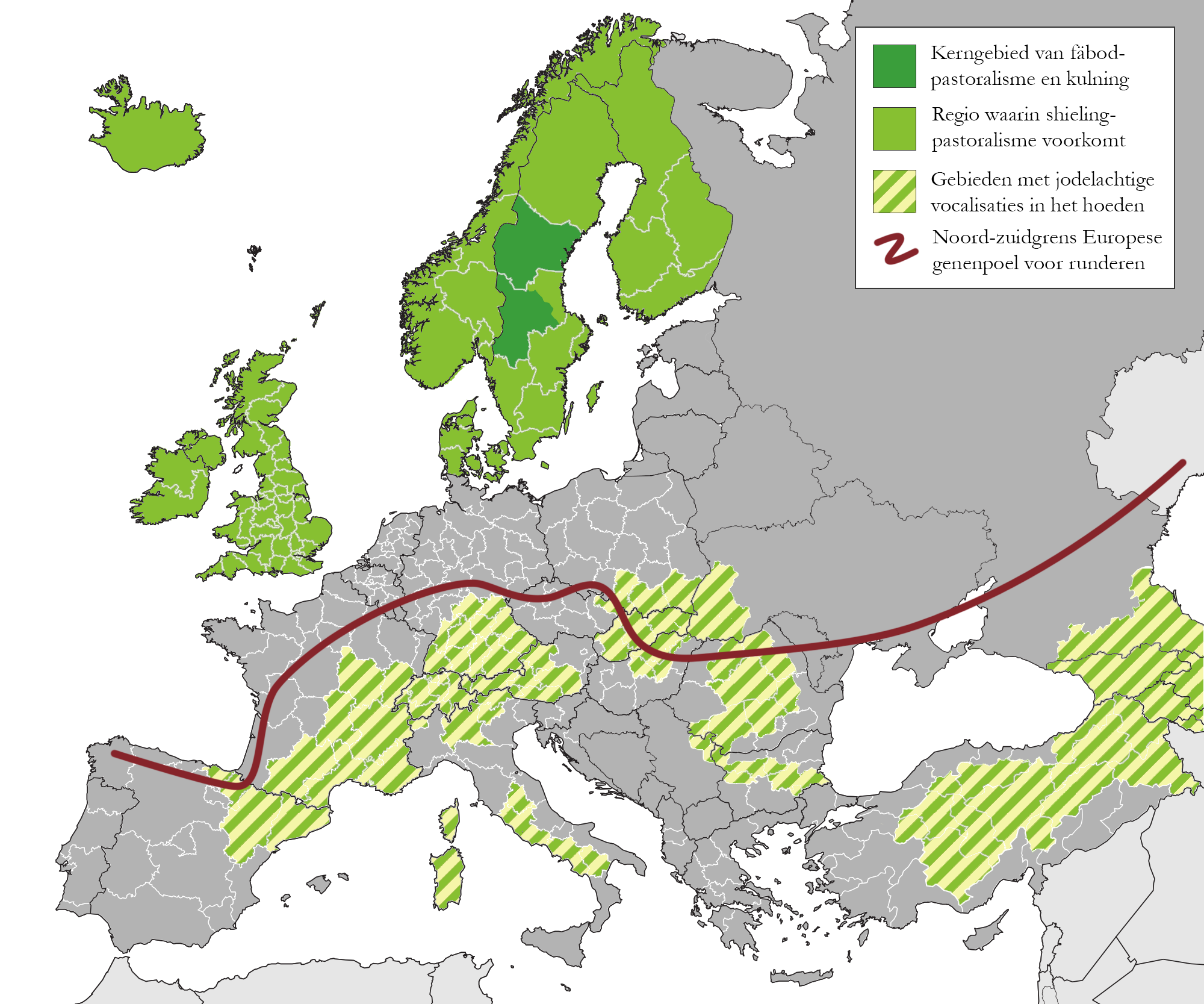
Mapa de Europa (incluidas Turquía y el Cáucaso) que muestra las áreas donde están presentes el kulning (verde oscuro), el shieling (verde claro) y el jodeling (rayado). La línea roja marca la división entre los fondos genéticos del norte y del sur para los bovinos europeos. El mapa es un trabajo original basado en un mapa de Nikolsky A. (2020). El origen pastoral de la organización tonal semióticamente funcional de la música. Fronteras en psicología,

Kulning o llamadas de pastor (denominado laling, lalning o lålning en Noruega y zonas cercanas de Suecia, kauking o kaukning en algunas partes de Noruega, en las provincias de Dalarna y Hälsingland en Suecia y las antiguas provincias noruegas en Suecia, Jämtland y Härjedalen, también kulokker, kyrlokker o un lockrop) es una forma musical nativa escandinava, a menudo utilizado para llamar al ganado (vacas, cabras, etc.) de las altas montañas donde han estado pastando durante el día. Es posible que se utilice también para asustar a los depredadores (lobos, osos, etc.), aunque no es el propósito principal.
La forma es realizada a menudo por mujeres, ya que son las encargadas de cuidar las manadas y los rebaños en los pastos de alta montaña, pero existen registros de cantos hechos por hombres. Los datos actuales indican que tiene origen en las regiones cercanas a Fenoscandia central.

## Características acústicas
El canto tiene una técnica vocal aguda, una llamada fuerte que utiliza registros altos, de modo que pueda comunicarse o ser oído a largas distancias. Tiene un tono fascinante e inquietante, que a menudo transmite una sensación de tristeza, en gran parte porque los kulokks a menudo incluyen medios tonos y cuartos de tono (también conocidos como "tonos azules") que se encuentran en la música regional.  El lingüista y fonético Robert Eklund, la terapeuta del habla Anita McAllister y la cantante de kulning y terapeuta del habla Fanny Pehrson estudiaron la diferencia entre la producción de voz de kulning y la producción de ''Head-Voice'' (llamado erróneamente falsete) en interiores (habitaciones normales y anecoicas) y en un entorno exterior ecológico cerca de Dalarna, Suecia. La canción analizada fue la misma en todos los casos y fue interpretada por el mismo cantante de kulning (Pehrson). Al comparar kulning con head-voice, descubrieron que los parciales eran visibles en registros mucho más altos en kulning que en head-voice (observable de forma fácil hasta 16 kHz) y que las personas estaban menos afectadas por el  sonido. En el entorno exterior, también descubrieron que la head-voice exhibía una disminución de 25.2 dB a 11 metros del origen del sonido, en comparación con 1 metro, mientras que la disminución de amplitud correspondiente en kulning era solo 9.4 dB, lo cual es una clara indicación ese kulning es adecuado para transportar largas distancias en un entorno al aire libre.
''Se demostró que al usar el estilo kulning, el sonido no disminuye tanto al alejarse que con otros estilos de canto.  Ayuda a entender por qué este canto se desarrolló como un método para manejar ganado desde distancias largas''.

## Función y características fisiológicas
Cuando se hacen las llamada en un valle, resuena contra las montañas. Los animales, algunos de los cuales usan campanas para que puedan ser ubicados, comienzan a responder a la llamada, y el sonido de las campanas indica que se están moviendo por la montaña hacia su granja de origen. Los kulokks pueden ser creados por una persona, pero a veces se transmiten de parentesco para que las vacas pertenecientes a la familia sepan que están siendo llamadas. Varias llamadas contienen el nombre de un animal solo (a veces el "líder de la manada"), ya que algunos rebaños no son muy grandes.
Se ha demostrado que el kulning, en comparación con el falsete, exhibe un mejor contacto de las cuerdas vocales y un cierre glótico más largo en el ciclo de fonación. El uso de nasofiberendoscopia también mostró un estrechamiento medial y anteroposterior de la entrada laríngea y una aproximación de las cuerdas vocales falsas.

## Comparación con otras tradiciones de canto regional
En comparación con otras tradiciones de canto utilizadas en el norte de Escandinavia, no hay evidencia de que el kulning haya sido usado en rituales religiosos o para otros propósitos. Se ha utilizado en granjas desde la época medieval. La tradición sigue viva, aunque está disminuyendo. Sin embargo, el Kulning es similar al yodeling, un estilo de canto también desarrollado para la propagación de sonido a larga distancia.

## El kulning utilizado en música
El compositor noruego Edvard Grieg basó algunas de sus composiciones de música clásica para piano y para orquesta en el kulokker que había escuchado. Una ópera noruega antigua incluye una aria soprano que es mitad aria y mitad kulning. El kulning aparece en la música de algunos grupos folclóricos escandinavos, por ejemplo, Gjallarhorn y Frifot.

## Kulning en los medios de comunicación
También hay ejemplos de kulning en otras formas de medios:
- La vocalista Christine Hals proporcionó kulning noruego tradicional para las bandas sonoras de las películas Frozen (2013) y Ant-Man and the Wasp (2018).[1]
- En la canción "Into the Unknown" para la película Frozen II de 2019, la voz de la cantante noruega Aurora se inspira en kulning.[2]
- La película Offret ("El sacrificio" - Suecia, 1986) del director ruso Andrei Tarkovsky presenta a kulning en su banda sonora.
- La serie de televisión Vikings presenta un kulning agresivo durante algunas escenas de batalla.
- El videojuego Brothers 2013: A Tale of Two Sons presenta a kulning en su banda sonora.[3]